# Afidnes
Afidnes (in greco Αφιδνές?) è una ex comunità della Grecia nella periferia dell'Attica (unità periferica dell'Attica Orientale) con 2 543 abitanti secondo i dati del censimento 2001.
È stata soppressa a seguito della riforma amministrativa, detta Programma Callicrate, in vigore dal gennaio 2011 ed è ora compresa nel comune di Oropos.
Chiamata Afidna nell'antichità, è ricordata come luogo di nascita del politico ateniese Callistrato.